# Valkkojärvi
Valkkojärvi är en sjö i Finland. Den ligger i kommunen Enare i landskapet Lappland, i den norra delen av landet, 1 000 km norr om huvudstaden Helsingfors. Valkkojärvi ligger 134 meter över havet. Arean är 1,56 kvadratkilometer och strandlinjen är 8,32 kilometer lång. Sjön  ingår i Pasvik älvs huvudavrinningsområde. 